# キティネン川
キティネン川（フィンランド語、Kitinen）は、フィンランドを流れる河川。

## 地理
長さは278 kmである

。

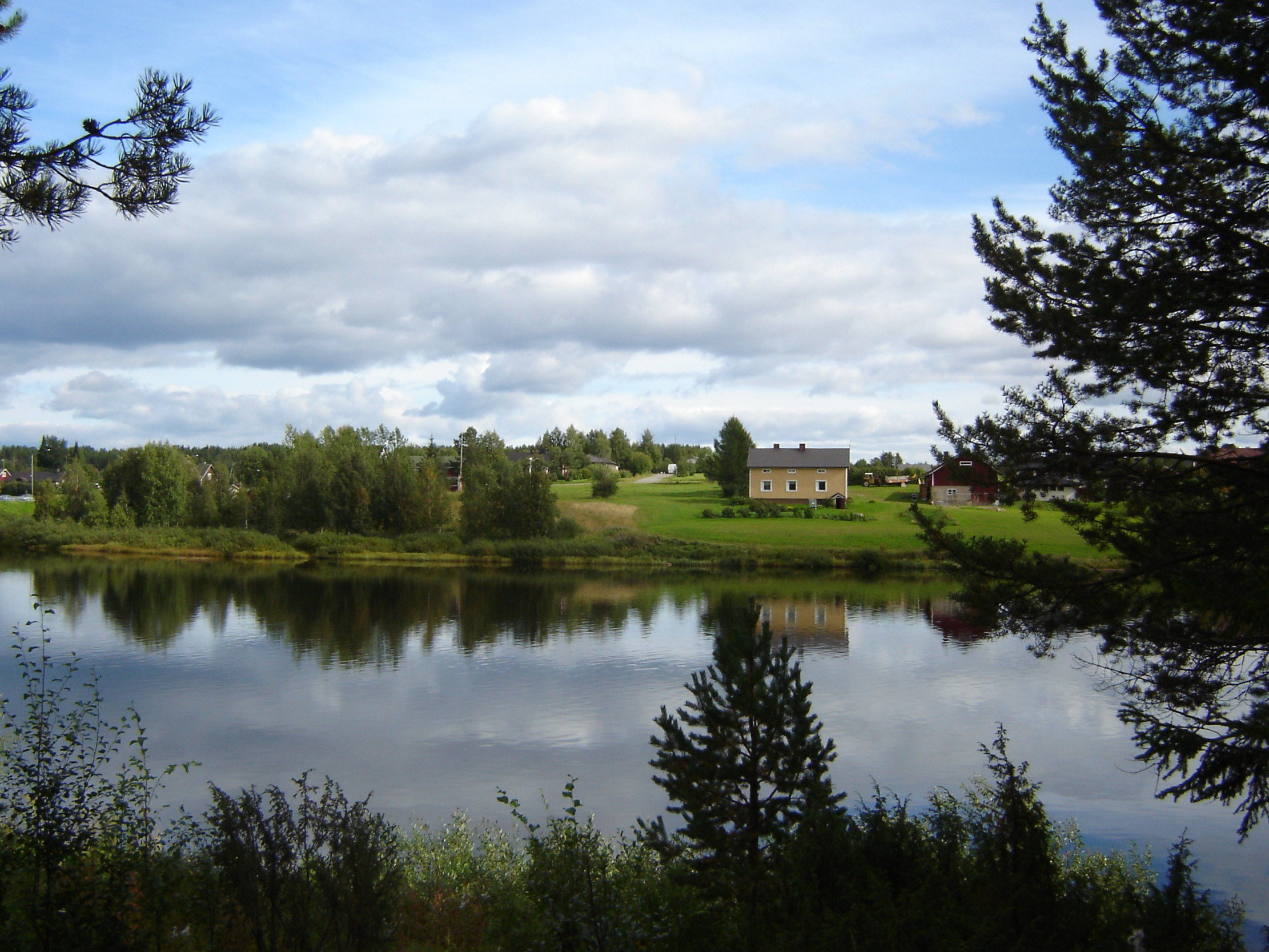
ソダンキュラの町中心部を流れるキティネン川

ケミ川の支流の中では、最長である。流域面積は7570 km2である

。
キティネン川の流路は、その全てがフィンランド領内北部を流れており、流域にはソダンキュラなどの町が形成されている。